# Aéroport du Puy-en-Velay - Loudes
L'aéroport bi-départemental du Puy-en-Velay-Loudes (code IATA : LPY • code OACI : LFHP) est une plateforme aéroportuaire du sud du Massif central.
Situé sur les communes de Loudes et Chaspuzac, à 10 km à l'ouest du Puy-en-Velay dans la Haute-Loire, il est relié quotidiennement à l'aéroport Paris-Orly.

## Historique

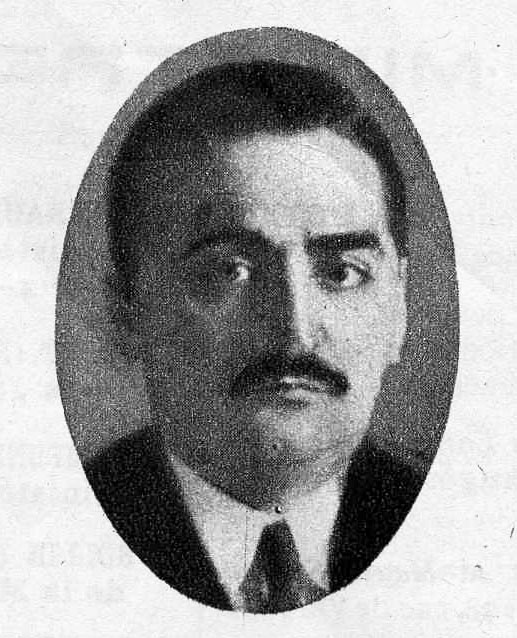
Laurent Eynac

La plateforme aéroportuaire du Puy-Loudes a été aménagée, sur le plateau du Devès dans les années 1930, à l'initiative notamment du député vellave Laurent Eynac, premier ministre français de l'Air en 1928. L'arrêté déclarant sa construction d'intérêt public a été pris en 1935 par le préfet Louis Comte.
Des vols commerciaux réguliers y sont opérés depuis les années 1960, notamment la liaison vers Clermont-Ferrand et Lyon avec la compagnie Air Centre.
Dans le courant de l'année 1972, une compagnie aérienne de transport à la demande dénommée Air Massif Central s'était installé sur l'aéroport de Loudes. Elle avait son siège au 04 Avenue Georges Clémenceau à Le Puy-en-Velay et avait un Beechcraft 58 Baron comme premier avion, puis un Learjet 23 et un Piper Seneca. La première année d'exploitation (1972), elle avait transporté 750 passagers, volé 270 heures et parcouru 67 000 kilomètres. Elle employait alors 5 personnes. Elle a cessé ses activités en 1986.
Le mercredi 15 février 1978 à 21h35, un Beechcraft 99 de la compagnie Air Alpes immatriculé F-BRUX atterrit sur la piste 33 et se met à glisser vers la droite. Malgré les efforts du pilote pour ramener l’avion sur l’axe de la piste, l'avion quitte la piste enneigée à ce moment-là et effectue un virage à 180 degrés. Il semble que des endroits de la piste soit glacés car il pleuvait et faisait - 3 degrés Celsius. L'accident fera 11 morts. 
Depuis mai 1979, la Compagnie Aérienne du Languedoc (C.A.L.) exploitait un avion Fairchild Swearingen SA-226TC Metro II de 15 places entre Paris-Le Bourget et le Puy.
En 1979, la liaison directe du Puy-Loudes à Paris-Orly a été inaugurée, avec le soutien du Conseil général de la Haute-Loire. Cette desserte a été maintenue depuis en vertu du principe d'aménagement du territoire, afin de désenclaver les départements de la Haute-Loire et de la Lozère.
À la fin des années 1980, Le Puy-Loudes est dorénavant au programme de la compagnie Air Littoral qui a fusionnée et absorbée la Compagnie Aérienne du Languedoc (C.A.L.).
Depuis 1991, la compagnie régionale Hex'Air (qui a été rachetée par Pan Européenne Air Service en 1995 puis par Twin Jet en 2016) en assure l'exploitation en vertu d'une délégation de service public, dont le contrat a été prolongé jusqu'en 2015 le 13 janvier 2011.
Après une phase de croissance, le trafic annuel de cette ligne s'est élevé à 7 900 passagers en 2009, 7500 en 2010 et 7300 en 2010, baisse moins importante que celle enregistrée au niveau national.
Depuis 2003, un syndicat mixte, regroupant les collectivités territoriales et les chambres consulaires, en assure la gestion.
Twin Jet transporte environ 16 000 passagers en 2019 sur la ligne avec Paris.
L'aéroport accueille pour la première fois à l'occasion d'entrainement l'Airbus A400M le 26 juin 2020.
La ligne vers Paris est toujours assurée par Twin Jet en Beechcraft 1900D. L'aéroport a longtemps été le plus petit de France à avoir une liaison vers Paris.
On parle toujours d'aéroport bi-départemental car si la liaison aérienne faisait Paris - Le Puy - Mende, une navette routière a été mise en place en 2016 entre l'aéroport de Mende, situé dans le département de la Lozère et l'aéroport du Puy en Velay.
La liaison avec Paris est déficitaire : elle accueille en moyenne 7 passagers dans un avion de 19 places. Cependant, elle a le soutien de l'État et de la région Auvergne-Rhône-Alpes qui contribuent au maintien de la ligne dite d'aménagement du territoire avec le département de Haute-Loire, l'agglomération du Puy-en-Velay et la région Auvergne-Rhône-Alpes. Elle perçoit au total plus d'1 million d'euros de subventions publiques chaque année, pour seulement quelques milliers de passagers.
La compagnie Twin Jet a dénoncé fin 2023 son contrat de délégation de service public sur la ligne Le Puy-Paris avec la Communauté d’agglomération du Puy. Elle évoquait un problème de rentabilité.
À l'été 2024, Twin jet, face à la compagnie Chalair, a remporté le nouvel appel d'offres pour l'exploitation de la ligne vers Paris jusqu'en 2027,,.
En 2025, la région Auvergne-Rhône-Alpes triple le montant de sa subvention annuelle pour maintenir la liaison avec Paris, la portant à 1 million d'euros.

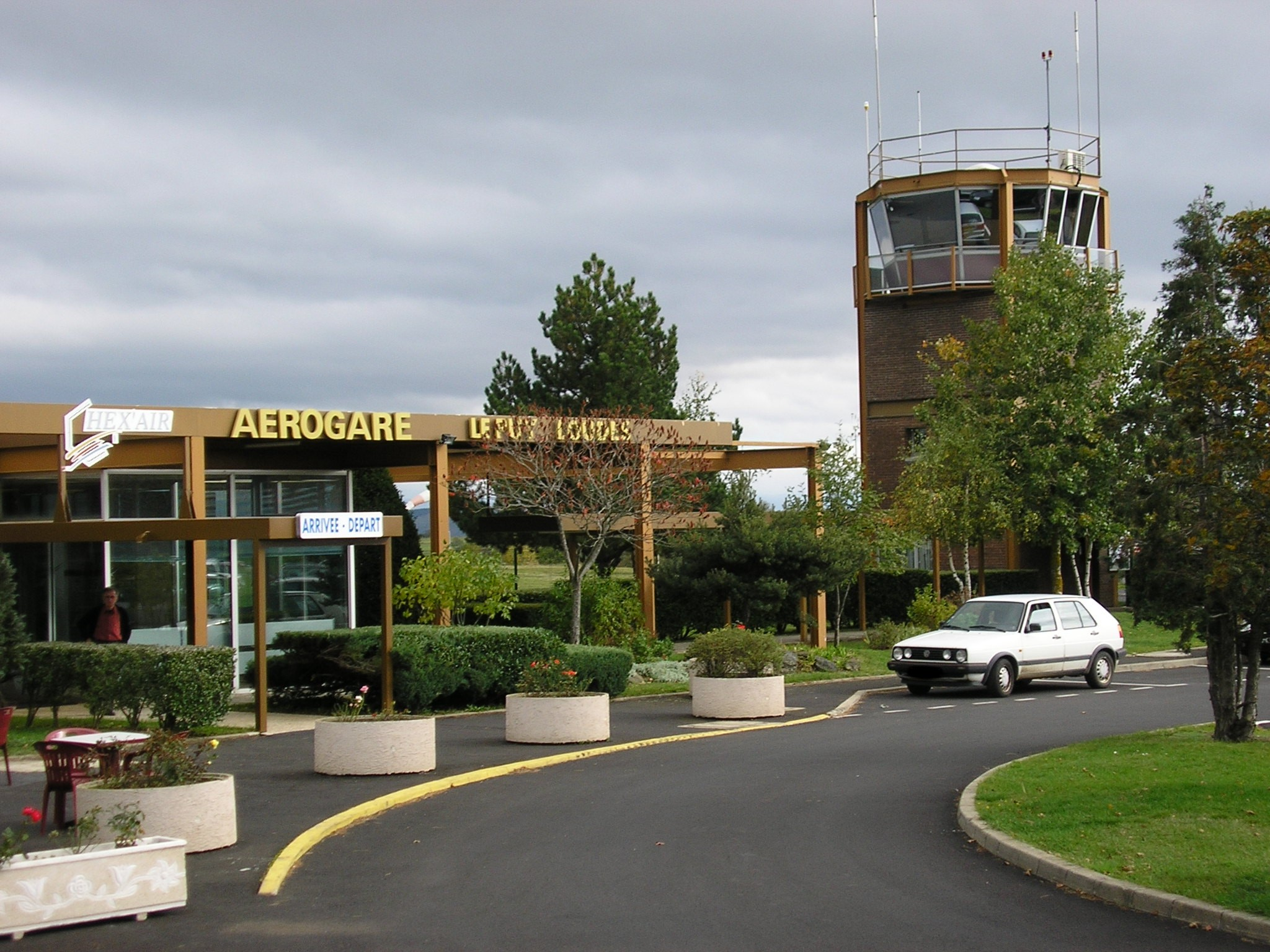
Aérogare du Puy-Loudes en 2006 avec Hex'Air

## Perspectives
Aucun des projets d'ouverture de nouvelles lignes, comme vers l'aéroport Montpellier-Méditerranée, n'a jamais abouti.
Toutefois, une zone d'activités est aménagée par la communauté d'agglomération du Puy-en-Velay. Le maroquinier de luxe Pierre Cotte Sellier y est  implanté.

## Caractéristiques techniques

### Accès
Voitures particulières et taxis sont les seuls moyens d'accéder à l'aéroport, situé à 10 minutes environ du centre-ville du Puy-en-Velay. Le prix de la course s'élève à environ 20 €.
La gare la plus proche est celle de Darsac, sur la ligne du Puy à Clermont (8 kilomètres).

### Données aéronautiques
- Aéroport civil.
- Ouvert à la CAP.

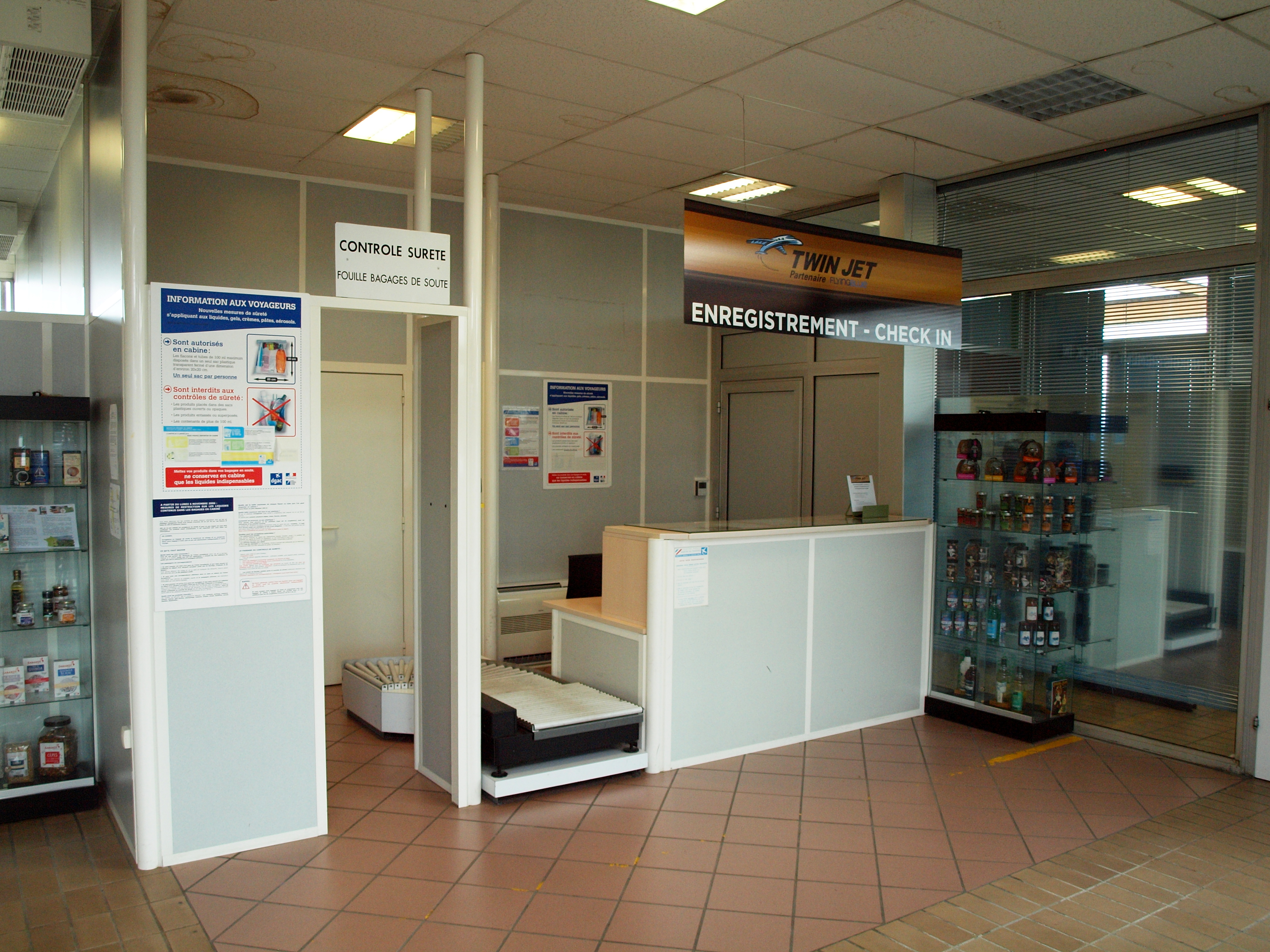
Comptoir d'enregistrement Twin Jet dans l'aérogare du Puy-Loudes

- Ouvert au trafic international sur demande
- IFR-VFRnuit
- Heures d'ouverture : 6h-20h (lundi vendredi)
- Classement : C
- SSLIA : Catégorie 2
- Emprise au sol : 75 (ha)

### Liaisons régulières

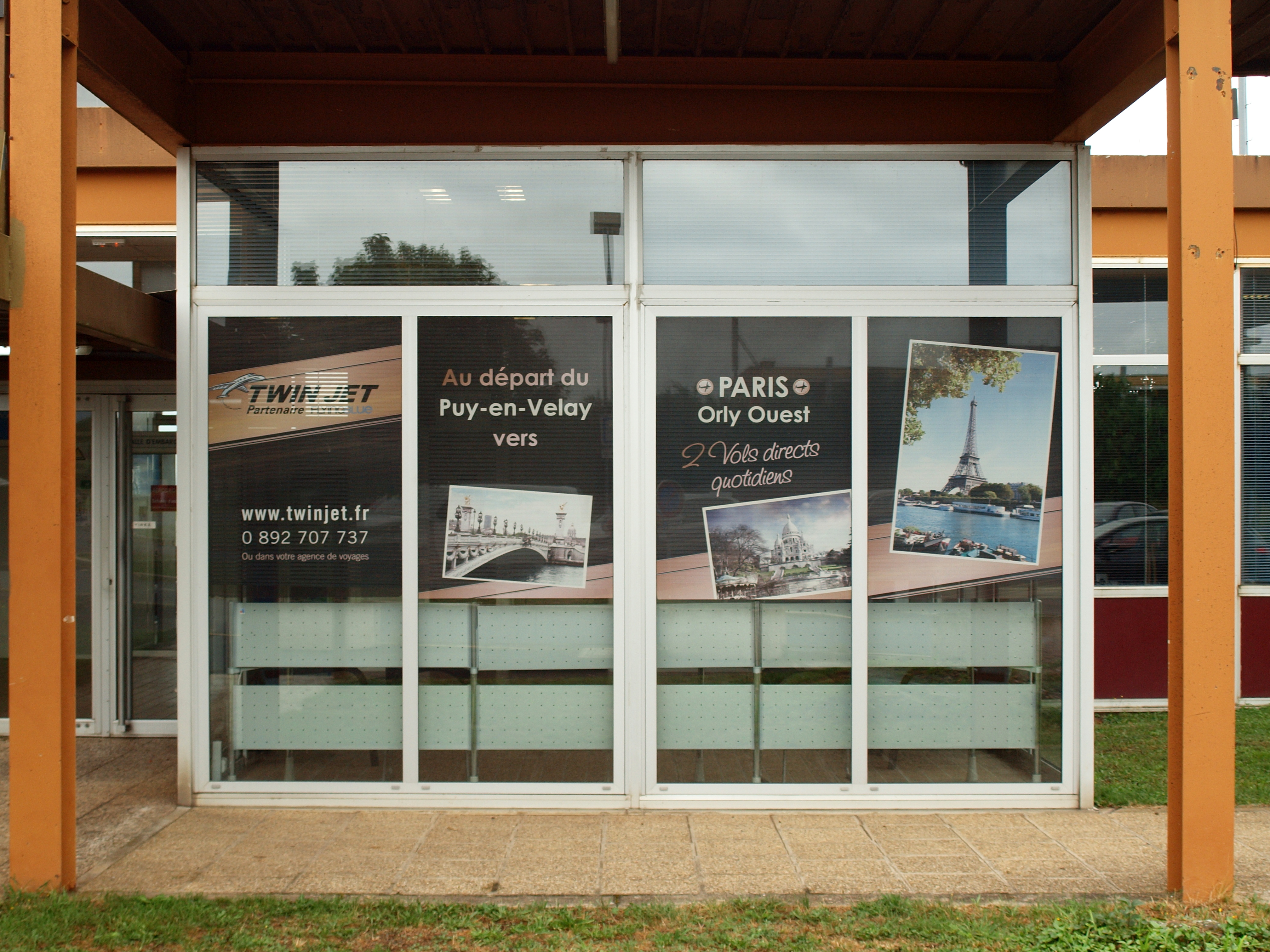
Publicité pour Twin Jet sur Vue sur l'aérogare du Puy-Loudes

- Depuis le 2 septembre 2024 la liaison entre Le Puy-Loudes (LFHP) et Paris Orly (LFPO) a été réouverte avec Twin Jet qui l'avait abandonnée quatre mois auparavant[16] (16 avril 2024)[25].

| Compagnies | Destinations |
| ---------- | ------------ |
| Twin Jet   | Paris-Orly   |

### Statistiques
| Année | Passagers |
| ----- | --------- |
| 1997  | 7 662     |
| 1998  | 8 315     |
| 1999  | 8 492     |
| 2000  | 8 704     |
| 2001  | 7 605     |
| 2002  | 7 167     |
| 2003  | 7 668     |
| 2004  | 7 450     |
| 2005  | 7 457     |
| 2006  | 7 316     |
| 2007  | 7 125     |
| 2008  | 8 002     |
| 2009  | 7 530     |
| 2010  | 7 323     |
| 2011  | 7 748     |
| 2012  | 7 319     |
| 2013  | 6 741     |
| 2014  | 7 491     |
| 2015  | 7 216     |
| 2016  | 7 571     |
| 2017  | 6 693     |
| 2018  | 6 773     |
| 2019  | 5 768     |
| 2020  | 1 300     |
| 2021  | 1 719     |
| 2022  | 4 064     |
| 2023  | 3 575     |
| 2024  | 2 538     |

### Traitement des passagers
- Surface de l'aérogare : 143 m2
- Capacité annuelle de traitement : 30 000
- Aire de stationnement : 12 000 m2
- Places de stationnement : 80 (stationnement gratuit)

## Tourisme
- L'aéro-club du Puy-en-Velay est implanté sur l'aérodrome, bénéficiant notamment de la piste no 2.
- Des activités de vol à voile et d'ULM sont également proposées.

## Climatologie
Depuis 1983, une station météorologique automatique de Météo-France est installée sur le site de l'aéroport, non loin de la tour de contrôle. Les relevés suivants, souvent utilisés pour caractériser le climat du Puy-en-Velay, ont cependant été effectués sur l'aéroport, à 833 m d'altitude et à une dizaine de kilomètres de la préfecture du département.
Le climat observé est de type semi-continental, mais avec des hivers rigoureux, quand souffle la burle. Le record de chaleur (37,4 °C) a été enregistré le 7 juillet 2015 et le 27 juin 2019, le record de froid (−23,2 °C), le 16 janvier 1985. La température moyenne annuelle est de 8,7 °C.
| Mois                                  | jan.             | fév.             | mars            | avril            | mai             | juin            | jui.            | août            | sep.            | oct.            | nov.             | déc.             | année                        |
| ------------------------------------- | ---------------- | ---------------- | --------------- | ---------------- | --------------- | --------------- | --------------- | --------------- | --------------- | --------------- | ---------------- | ---------------- | ---------------------------- |
| Température minimale moyenne (°C)     | −3,3             | −2,7             | −0,7            | 1,6              | 5,3             | 8,4             | 10,5            | 10,1            | 7,1             | 4,9             | 0,4              | −2,3             | 3,3                          |
| Température moyenne (°C)              | 0,8              | 1,9              | 4,6             | 7                | 11,2            | 14,7            | 17,3            | 17,1            | 13,3            | 9,9             | 4,5              | 1,7              | 8,7                          |
| Température maximale moyenne (°C)     | 4,9              | 6,5              | 9,8             | 12,5             | 17              | 21              | 24,2            | 24              | 19,5            | 14,8            | 8,7              | 5,6              | 14,1                         |
| Record de froid (°C) date du record   | −23,2 16-01-1985 | −20,8 05-02-2012 | −22 01-03-2005  | −10,2 08-04-2003 | −4,4 15-05-1995 | −1,3 04-06-1984 | 1,8 17-07-2000  | −0,8 30-08-1986 | −2,5 30-09-1995 | −9,2 25-10-2003 | −13,4 23-11-1998 | −18,2 15-12-2001 | −23,2 16-01-1985             |
| Record de chaleur (°C) date du record | 17,8 27-01-2016  | 21,4 26-02-2019  | 24,3 17-03-2004 | 25,1 30-04-2005  | 29,7 11-05-2012 | 37,4 27-06-2019 | 37,4 07-07-2015 | 35,8 13-08-2003 | 33,5 16-09-1987 | 26,5 20-10-2014 | 21,8 01-11-2014  | 16,9 19-12-2015  | 37,4 07-07-2015 ; 27-06-2019 |
| Ensoleillement (h)                    | 93,7             | 111,1            | 166,9           | 163,8            | 191             | 221,4           | 261,2           | 234,6           | 179,7           | 126,7           | 84               | 75,5             | 1 909,6                      |
| Précipitations (mm)                   | 38,5             | 31,3             | 33              | 60,2             | 81,7            | 69,1            | 58,6            | 64              | 73,4            | 71,4            | 54,7             | 42,4             | 678,3                        |

| Diagramme climatique                                  |             |           |             |           |           |              |          |             |             |            |             |
| J                                                     | F           | M         | A           | M         | J         | J            | A        | S           | O           | N          | D           |
| 4,9−3,338,5                                           | 6,5−2,731,3 | 9,8−0,733 | 12,51,660,2 | 175,381,7 | 218,469,1 | 24,210,558,6 | 2410,164 | 19,57,173,4 | 14,84,971,4 | 8,70,454,7 | 5,6−2,342,4 |
| Moyennes : • Temp. maxi et mini °C • Précipitation mm |             |           |             |           |           |              |          |             |             |            |             |